# 臺中市立崇德國民中學
臺中市立崇德國民中學，簡稱崇德國中，是臺中市北屯區第四重劃區內的一所國民中學。

## 歷史
臺中市政府於民國74年9月4日開始籌設本校，指定撥北屯區東新段，市有土地約2.4公頃，為學校建設用地，並經臺中市政府委由大德國中，籌劃第一、二期建校工程。民國77年8月6日，本校奉准自民國77年8月1日正式成立，定名為臺中市立崇德國民中學。

## 象徵

### 校徽
- 圓—代表著圓融和諧（團結）又象徵具有前瞻遠見的慧根
- 迴轉的葉片—象徵生生不息的動力及永不止息的向心力
- 橘色—代表正向健康、陽光是耀眼的陽光
- 藍色—代表開朗、明智、大方有遠見
- 綠色—彷若堅實的大地、認真踏實
- 藍天、綠地、陽光缺一不可，「崇德」從此團結和諧、光芒四射

## 歷任校長
1. 何少華：1988.08.04－1996.07.31
2. 林乾福：1996.08.01－2000.07.31
3. 許清田：2000.08.01－2007.07.31
4. 謝龍卿：2007.08.01－2015.07.31
5. 羅聰賢：2015.08.01－2023.07.31
6. 李國勝：2023.08.01－現任

## 知名校友
- 簡廷芮（Dewi）
- 宋緯恩
- 麥玉珍

## 外部連結
- 崇德國中 （页面存档备份，存于）